# 瓦加特湖
61°43′58″N 33°12′52″E / 61.73278°N 33.21444°E

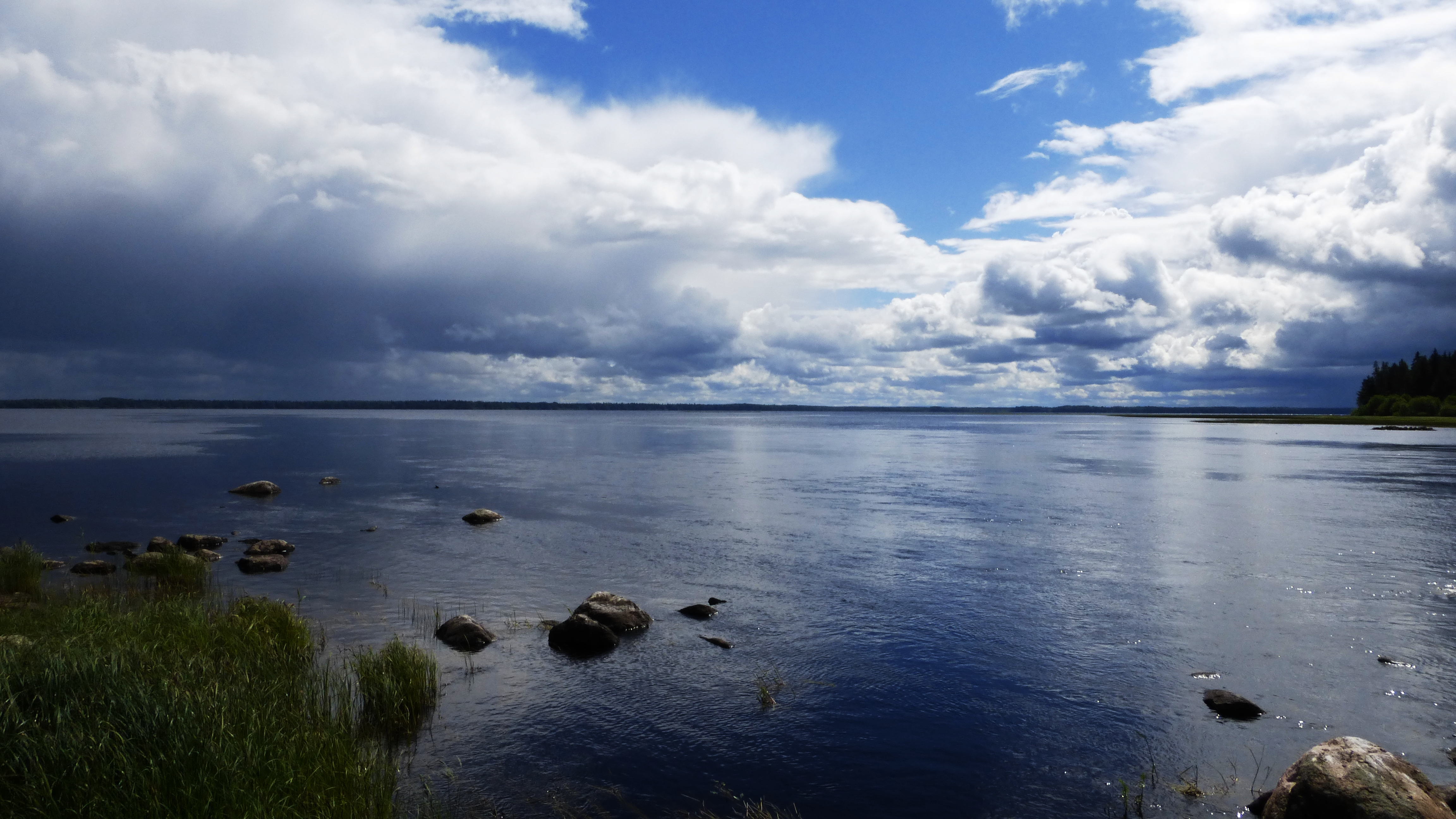

瓦加特湖（俄语：Вагатозеро），是俄羅斯的湖泊，位於該國西北部，由卡累利阿共和國負責管轄，長6.5公里、寬5公里，面積24.5平方公里，海拔高度89.7米，集水區面積7,500平方公里，最大水深8.5米。